# Матвей Геденщром
Матвей Матвеевич Геденщром (на руски: Матвей Матвеевич Геденштром; на немски: Mathias von Hedenström) е руски изследовател на Сибир.

## Биография

### Произход и младежки години (1780/1781 – 1808)
Роден е през 1780 или 1781 година в Рига, Руска империя (днес Латвия), в семейство на служещ. Постъпва в Дерптския университет, но не го завършва и започва работа в митница на Ревел. За нарушаване на митническите правила е обвинен и осъден на заточение в Сибир.

### Експедиция в Сибир (1808 – 1812)
През 1808 е в Иркутск и получава служебно поръчение за изследване на бреговете на Сибир. От 1808 до 1812 възглавява експедиция, която изследва Новосибирските острови, като открива „сибирските полини“ (открити пространства незамръзнала вода). Изследва брега между устията на Яна и Колима и части от Якутия и Задбайкалието. Неподготвен за дейността, с която е натоварен, започва да се занимава активно, за да се научи да определя географската ширина и дължина и да работи с геодезически прибори.

### Следващи години (1813 – 1845)
През 1813 г. е назначен на служба в канцеларията на иркутския губернатор, а след това до 1818 г. заема длъжността „изправник“ (полицейски нначалник) на Верхнеудинск. На тази длъжност Геденщром продължава да се занимава с научни изследвания и съставя богати минераложки и ботанически колекции.
През февруари 1820 г. е обвинен в спекула с хлебно жито и специалната съдебна комисия, която разглежда неговите машинации, го лишава от заемане на всякакви административни длъжности и заселване във вътрешността на губернията. С височайши указ на императора е оправдан и се заселва в Тоболск, където отново му е разрешено да заема административни длъжности. През 1827 му е разрешено да се завърне в Петербург и е назначен за началник на отделение в Медицинския департамент. В началото на 1830-те години е изпратен в Томск и назначен за губернски пощальон.
След като се пенсионира, се заселва в селцето Хайдуково близо до Томск, където се отдава на пиянство и умира в пълна нищета на 20 септември 1845 г. Погребан е в Томск.

## Памет
Неговото име носят:
- връх Геденщром на остров Нов Сибир от Новосибирските о-ви;
- залив Геденщром (75°30′ с. ш. 142°23′ и. д. / 75.5° с. ш. 142.383333° и. д.) между островите Фадеевски и Земя Бунге в Новосибирските о-ви;
- река Геденщром на остров Нов Сибир от Новосибирските о-ви.

## Публикации
- „Путешествие Геденштрома по Ледовитому морю и островам оного, лежащим от устья Лены к востоку“, („Сибирский Вестник“, 1822 г., ч. 17 – 19);
- „Описание берегов Ледовитого моря от устья Яны до Баранова камня“, (там же, 1823 г., ч. 2);
- „Записки о Сибири“, („Журн. Минист. Внутр. Дел“, 1829 г., ч. 1, кн. 1; 1830 г., ч. 2, кн. 1 – 3; ч. 3, кн. 4);
- „Отрывки о Сибири“, (СПб., 1830 г.); на немски: „Fragmente oder Etwas uber Sibirien“ (S.-Pb., 1842);
- „Острова между Леной и Колымой“, („Русский Инвалид“, 1838 г., № 268);
- „Новая Сибирь“, (там же, № 313);
- „Головы неизвестных животных, находимых в Северной Сибири“, (там же, № 318);
- „О Байкале“, (там же, 1839 г., № 9 и 10);